# أبو المواهب الحنبلي
أبو المواهب الحنبلي هو تقي الدين أبو المواهب محمد بن عبد الباقي بن عبد الباقي بن عبد القادر بن عبد الباقي بن إبراهيم بن عمر بن محمد البعلي الأصل ثم الدمشقي الحنبلي، مفتي الحنابلة بدمشق في زمنه.

## سيرته

### نشأته
أصل أسرته من بعلبك، ووالده هو عبد الباقي ابن فقيه فصة الذي كان من كبار علماء دمشق في القراءات والفقه والحديث والتفسير، وكانت أسرته كلها من الحنابلة. نشأ في أسرة علمية بعناية والده فقرأ عليه القرآن، وأخذه معه إلى الحج في 1055 هـ، وهناك التقى بعلماء مكة واستجاز له والده منهم.

### حياته العلمية
رحل إلى مصر لطلب العلم في 1071 هـ وجاور بالأزهر، وتوفي والده وهو هناك فعاد إلى دمشق ليجلس للتدريس مكان والده بالجامع الأموي، وكان مواظباً على التدريس كوالده، وأكثر دروسه يقرأ فيها كتب الحديث والوعظ. وعهد إليه القيام بفتوى الحنابلة بعد وفاة والده وظل فيها حتى وفاته.
حج أبو المواهب مرة أخرى سنة 1079 هـ، وهناك التقى بعلماء المسلمين من مختلف الأقطار وأخذ عنهم وأخذوا عنه. وكان أبو المواهب صلى بالناس إماماً في صلاة الاستسقاء في 1108 هـ.
كان أبو المواهب ثرياً، وقد اكتسب ثروته من تجارة وتربية المواشي. توفي له ولدان في حياته، الأول هو عبد الجليل الذي توفي في 1119 هـ قبل وفاته بسبع سنوات وهو في الأربعين من عمره، والثاني هو مصطفى وتوفي في شبابه.

### موقفه مع والي دمشق
كان محمد باشا بن الكرد بيرم والي دمشق قد فرض على تجارها أن شراء حرير محتكر من بعلبك بسعر باهظ، فلجأ التجار إلى الشيخ أبي المواهب وطلبوا منه التوسط في رفع هذه المظلمة عنهم، فأرسل ورقة مع خادمه إلى الباشا، فلما وصل إليه هدده فهرب من أمامه، وكان حاضراً في مجلس الباشا بعض أعيان جند دمشق وهم محمد آغا الترجمان وباش جاويش وغيرهما، فأخبروه بمقام الشيخ وعرفوه بحاله من النسك والعلم والعبادة والولاية، وكان مراد الباشا أن يأخذ من الشيخ مالاً على رفع ذلك الأمر. ثم عاد الشيخ فأرسل ورقة أخرى إليه ذكر فيها أن الرعية لا تحتمل الظلم، فإما أن ترفع هذه المظلمة وإما أن نهاجر من هذه البلدة، والجمعة لا تنعقد عندكم، والحرير للسلطان لا لك. فلما وصلت إليه الورقة خشي من أن يقوم الناس عليه وأن يصل الخبر إلى السلطان فترك مراده.

## شيوخه
أول مشايخه هو والده عبد الباقي ابن فقيه فصة، حيث تربى على يديه وقرأ عليه القرآن وأجازه، كما التقى بمحمد بن علان الصديقي في الحج، وحضر درسه في التفسير عند الكعبة، وأجازه وهو ابن 11 سنة. درس أيضاً على نجم الدين الغزي ومحمد بن أحمد الأسطواني الحنفي ومحمد بن تاج الدين بن أحمد المحاسني.
وشيوخه في الإجازة كثر، التقى بهم في دمشق ومصر والحرمين، منهم محمد بن يحيى الخباز المعروف بالبطنيني، ومنصور بن علي السطوحي المحلي، ومحمد بن بركات بن مفرج الشهير بالكوافي، ومحمد بن كمال الدين بن حمزة الحسيني نقيب الأشراف بدمشق، ومحمد بن بدر الدين ابن بلبان الحنبلي، ومحمد بن علاء الدين البابلي، ومحمد بن سليمان المغربي، وسلطان المزاحي، وعبد السلام اللقاني، وعلي بن علي الشبراملسي، ومحمد نجم الدين الفرضي، وأبو مهدي عيسى الثعالبي، ويحيى النايلي الشاوي، وصفي الدين القشاشي، وإبراهيم الكوراني، وغيرهم.

## تلاميذه
تلقى عن أبي المواهب عدد كثير من المشايخ والطلاب، من أبرزهم إسماعيل العجلوني وأحمد بن علي المنيني ومحمد بن عبدالرحمن الغزي وعبد القادر التغلبي وعبد الكريم الشراباتي وإبراهيم بن علي الدرعي الشهير بالسباعي وغيرهم.

## مؤلفاته
كان أبو المواهب قليل التأليف، له كتاب اسمه "الكواكب الزاهرة في آثار أهل الآخرة"، وله عدة رسائل في القراءات والتفسير منها "فيض الودود بقراءة حفص عن عاصم بن أبي النجود" و"جنان الجناس"، وتعليقات على صحيح البخاري، وله كذلك مشيخة جمع فيها مشايخه.

## وفاته
توفي أبو المواهب عصر يوم الأربعاء 29 شوال 1126 هـ عن 82 عاماً، ودفن بمقبرة الدحداح بدمشق قرب قبر والده عبد الباقي وولده عبد الجليل.